# 저주 해결사 자매
저주 해결사 자매(일본어: のろい屋しまい)는 히라린의 만화이다. 월간 COMIC 류에서 연재되었다. 2013년에는 《꼬마마녀 요요와 네네》라는 제목으로 애니메이션 영화가 개봉되었다.

## 애니메이션 영화
《꼬마마녀 요요와 네네》(일본어: 魔女っこ姉妹のヨヨとネネ)라는 제목으로 일본에서 2013년 12월 28일에 공개되었다. 원작과 달리 현대 세계를 무대로 한 오리지널 스토리이다. 대한민국에서는 일본보다 빨리 세계 최초로 공개되었다.